# Love Play
Albums de Mike Mainieri
White Elephant
(1972) Free Smiles
(1978)
Love Play est un album du vibraphoniste de jazz américain Mike Mainieri commercialisé en 1977.

## Liste des titres
| No | Titre        | Musique               | Durée |
| -- | ------------ | --------------------- | ----- |
| 1. | Hight Life   | Mike Mainieri         |       |
| 2. | Magic Carpet | Mike Mainieri         |       |
| 3. | Latin Lover  | Mike Mainieri         |       |
| 4. | I'm sorry    | Mike Mainieri         |       |
| 5. | Silkworm     | Warren Bernhardt      |       |
| 6. | Easy To Play | Mike Mainieri         |       |
| 7. | Sara Smile   | Daryl Hall/John Oates |       |
| 8. | Love Play    | Mike Mainieri         |       |